# Dipartimento di Goudomp
Il dipartimento di Goudomp (fr. Département de Goudomp) è un dipartimento del Senegal, appartenente alla regione di Sédhiou. Il capoluogo è la città di Goudomp. Il dipartimento venne creato nel 2008 con parte del dipartimento di Sédhiou.
Il dipartimento di Goudomp comprende (al 2012) 4 comuni e 3 arrondissement.
comuni:
- Diattacounda
- Goudomp
- Samine
- Tanaff

arrondissement:
- Djibanar
- Simbandi Brassou
- Karantaba